# Vogelwerkgroep Nijmegen
Vogelwerkgroep Rijk van Nijmegen en omstreken is een Nederlandse vereniging op het gebied van vogels. De vereniging telt ongeveer 200 leden. De vogelwerkgroep is actief in de natuurgebieden rondom de stad Nijmegen, Limburg en delen van Duitsland. De vogelwerkgroep verzamelt en deelt gegevens over vogels. Daarnaast is de vereniging actief op het gebied van vogelbescherming.

## Geschiedenis
De vogelwerkgroep is opgericht in 1975. Sovon en de Radboud Universiteit hebben invloed gehad op de ontwikkeling van de werkgroep tezamen met lokale natuurverenigingen. In 1976 werd voor het eerst een verenigingsblad uitgegeven, getiteld De Mourik. In 1985 publiceerde de werkgroep haar eerste boek, Vogels van de Ooypolder. In 2006 kwam de samenwerking met het invoerportaal waarneming.nl tot stand, wat uiteindelijk leidde tot het digitaal verwerken van hun gegevens over soortinformatie in 2011.